# Красногірська сільська рада (Ємільчинський район)
Красногірська сільська рада (до 1946 року — Анжелинська сільська рада) — колишня адміністративно-територіальна одиниця та орган місцевого самоврядування в Ємільчинському районі Коростенської і Волинської округ, Київської й Житомирської областей Української РСР з адміністративним центром у селі Красногірка.

## Населені пункти
Сільській раді на час ліквідації були підпорядковані населені пункти:
- с. Аполлонівка
- с. Вірівка
- с. Красногірка

## Населення
У 1926 році чисельність населення сільської ради становила 1 210 осіб.
Кількість населення ради, станом на 1931 рік, становила 1 226 осіб.

## Історія та адміністративний устрій
Створена 8 вересня 1925 року, як Анжелинська польська національна сільська рада, в складі слобід Анжеліна (Анжеліне, Анджеліне), Аполлонівка (за іншими даними — Степанівської сільської ради) та Вірівка Нараївської сільської ради Емільчинського (згодом — Ємільчинський) району Коростенської округи.
7 червня 1946 року, відповідно до указу Президії Верховної ради Української РСР «Про збереження історичних найменувань та уточнення і впорядкування існуючих назв сільрад і населених пунктів Житомирської області», сільську раду перейменовано на Красногірську через перейменування її адміністративного центру на с. Красногірка.
Станом на 1 вересня 1946 року сільська рада входила до складу Ємільчинського району Житомирської області, на обліку в раді перебували села Аполлонівка, Вірівка та Красногірка.
Ліквідована 11 серпня 1954 року, відповідно до указу Президії Верховної ради УРСР «Про укрупнення сільських рад по Житомирській області», територію та населені пункти приєднано до складу Нараївської сільської ради Ємільчинського району Житомирської області.